# Асоціація тенісистів-професіоналів
Асоціація тенісистів-професіоналів, ATP (англ. Association of Tennis Professionals) — асоціація, що представляє інтереси гравців-тенісистів професіоналів усього світу. Жінки-тенісистки входять у Жіночу тенісну асоціацію.
Основна мета асоціації — опікуватися інтересами гравців.
Сьогодні ATP є організатором і співвласником найбільш значимого циклу тенісних турнірів ATP-туру (ATP-tour).

## Турніри
ATP-тур складається з турнірів п'яти категорій:
- Фінал Світового Туру ATP (проводиться разом з ITF);
- Світовий Тур ATP Мастерс 1000;
- Світовий Тур ATP 500;
- Світовий тур ATP 250;
- Світовий Тур ATP Challenger.

Перші чотири категорії турнірів є офіційними змаганнями туру, п'ята категорія — турніри рівня ATP Challenger Series призначені для тенісистів-початківців. Перемоги в них не вважаються «титулами» ATP, і вони не входять в основний календар туру.
Турніри Великого шолома хоча й ураховуються в календарі ATP-тура й мають максимальний бал при підрахунку Рейтингу ATP не належать до турнірів ATP і формально не є частиною туру.
Турніри циклів Satellite tournaments й Futures Tournaments служать початковим щаблем у змаганнях професійного рівня, їхні результати враховуються в Рейтингу ATP, але вони також не входять в ATP-тур і проводяться Міжнародною федерацією тенісу.
Крім індивідуальних змагань під егідою ATP щорічно розігрується Командний Кубок Світу (англ. World Team Cup). У ньому беруть участь команди 8 країн, спортсмени яких показали найкращі сумарні результати в Рейтингу ATP за попередній рік.
Асоціація також проводить цикл змагань для ветеранів — Тур чемпіонів (англ. Tour of Champions); у турнірах цієї серії беруть участь найбільш прославлені гравці минулих років.
Сезон ATP приблизно відповідає календарному року, перші змагання туру проводяться на початку січня, завершується тур — Фіналом ATP у листопаді. Грудень уважається канікулярним місяцем.
Усі професіональні турніри:
| Подія                         | Кількість турнірів | Усього призових (доларів США) | Рейтингові очки переможця | Керуюча організація |
| ----------------------------- | ------------------ | ----------------------------- | ------------------------- | ------------------- |
| Великий шолом                 | 4                  | Змінюється                    | 2,000                     | ITF                 |
| Фінал ATP                     | 1                  | 4 450 000                     | 1100–1500                 | ATP (з 2009 року)   |
| Світовий Тур ATP Мастерс 1000 | 9                  | 2 450 000 — 3 645 000         | 1000                      | ATP                 |
| Світовий Тур ATP 500          | 13                 | 755 000 — 2 100 000           | 500                       | ATP                 |
| Світовий тур ATP 250          | 40                 | 416 000 — 1 024 000           | 250                       | ATP                 |
| Світовий Тур ATP Challenger   | 178                | 40 000 — 220 000              | 80 to 125                 | ATP                 |
| ITF Men's Circuit             | 534                | 10 000 та 25 000              | 18 to 35                  | ITF                 |
| Олімпійські ігри              | 1                  | Змінюється                    | 0                         | IOC                 |

## Рейтинг ATP
Тривалий час ATP вела дві паралельні, щотижня оновлювані, системи підрахунку рейтингу гравців: Гонка ATP (англ. ATP Race) і Табель про ранги ATP (англ. ATP Ranking). Кожному спортсменові зараховується максимум 18 найкращих результатів показаних на турнірах у сезоні. Кубок Мастерс ураховується як 19-й турнір восьми спортсменам, що одержали право в ньому брати участь.
Тенісистам, що мають відповідно до Табеля про ранги право грати на турнірах Великого шолома й турнірах серії ATP Masters результати цих турнірів ураховують в обов'язковому порядку, навіть у випадку відмови від участі в змаганні, поза залежністю від причин.

### ATP Race
ATP Race офіційно велася у період 2000—2008 років і відбивала результати виступу спортсмена в поточному сезоні. Усі гравці починали гонку з нуля очок. По закінченні сезону найкращі гравці й пари, що зайняли перші вісім місць у гонці, одержувади право на участь у завершальному турнірі Фінал Світового Туру ATP.
Після реформи рейтингу 2009 року ATP Race злилася із ATP Rankings. Втім, вона і досі використовується для визначення учасників ATP World Tour Finals.
| Рік  | Чемпіон            | Результат |
| ---- | ------------------ | --------- |
| 2000 | Густаво Куертен    | 839       |
| 2001 | Ллейтон Г'юїтт     | 897       |
| 2002 | Ллейтон Х'юїтт (2) | 873       |
| 2003 | Енді Роддік        | 907       |
| 2004 | Роджер Федерер     | 1267      |
| 2005 | Роджер Федерер (2) | 1345      |
| 2006 | Роджер Федерер (3) | 1674      |
| 2007 | Роджер Федерер (4) | 1436      |
| 2008 | Рафаель Надаль     | 1335      |

### ATP Ranking
ATP Ranking ураховує виступи спортсмена за останні 52 тижні. Позиція в табелі про ранги визначає право на участь у турнірах різних категорій і місце в турнірній сітці. Почесні 'титули' першої, другий, третьої й т.д. ракетки миру також прийнято надавати відповідно до табеля про ранги.

### Перші ракетки світу
Перші ракетки світу, відповідно до табеля про ранги з моменту його введення в 1973 році:
| #  | Спортсмен           | Країна    | Дата              | Кількість тижнів          |
| -- | ------------------- | --------- | ----------------- | ------------------------- |
| 1  | Іліє Настасе        | Румунія   | 23 серпня 1973    | 40                        |
| 2  | Джон Ньюкомб        | Австралія | 3 червня 1974     | 8                         |
| 3  | Джиммі Коннорс      | США       | 29 липня 1974     | 268                       |
| 4  | Бйорн Борг          | Швеція    | 23 серпня 1977    | 109                       |
| 5  | Джон Макінрой       | США       | 3 березня 1980    | 170                       |
| 6  | Іван Лендл          | Чехія     | 28 лютого 1983    | 270                       |
| 7  | Матс Віландер       | Швеція    | 12 вересня 1988   | 20                        |
| 8  | Стефан Едберг       | Швеція    | 13 серпня 1990    | 72                        |
| 9  | Борис Бекер         | Німеччина | 28 січня 1991     | 12                        |
| 10 | Джим Кур'є          | США       | 10 лютого 1992    | 58                        |
| 11 | Піт Сампрас         | США       | 12 квітня 1993    | 286                       |
| 12 | Андре Агассі        | США       | 10 квітня 1995    | 101                       |
| 13 | Томас Мустер        | Австрія   | 12 лютого 1996    | 6                         |
| 14 | Марсело Ріос        | Чилі      | 30 березня 1998   | 6                         |
| 15 | Карлос Моя          | Іспанія   | 15 березня 1999   | 2                         |
| 16 | Євген Кафельніков   | Росія     | 3 травня 1999     | 6                         |
| 17 | Патрік Рафтер       | Австралія | 26 липня 1999     | 1                         |
| 18 | Марат Сафін         | Росія     | 20 листопада 2000 | 9                         |
| 19 | Густаво Куертен     | Бразилія  | 4 грудня 2000     | 43                        |
| 20 | Ллейтон Г'юїтт      | Австралія | 19 листопада 2001 | 80                        |
| 21 | Хуан Карлос Ферреро | Іспанія   | 8 вересня 2003    | 8                         |
| 22 | Енді Роддік         | США       | 3 листопада 2003  | 13                        |
| 23 | Роджер Федерер      | Швейцарія | 2 лютого 2004     | 302                       |
| 24 | Рафаель Надаль      | Іспанія   | 18 серпня 2008    | 102                       |
| 25 | Новак Джокович      | Сербія    | 4 липня 2011      | 63 станом на 7 січня 2013 |
| 26 | Данило Медведєв     | Росія     | 13 червня 2022    |                           |

## Керівні органи й організаційна структура
Вищим керівним органом асоціації є рада директорів. Загальна кількість директорів шість, три з них обираються радою гравців, три — ради організаторів турнірів, у такий спосіб досягається паритетне представництво інтересів тенісистів і власників турнірів.
Оперативне керування здійснює Президент ATP, із січня 2006 цей пост займає Етьєн де Віллер (англ. Etienne de Villers).